# 김정국 (축구 선수)
김정국(한국 한자: 金正國, 1984년 3월 22일 ~ )은 대한민국의 전 축구 선수이며, 포지션은 골키퍼였다.